# Sabra Malkinson
Sabra Malkinson (* 10. Dezember 1970 in Nairobi, Kenia) ist eine US-amerikanische Schauspielerin.

## Leben und Leistungen
Malkinson debütierte mit einem Auftritt als Tänzerin in der Fernsehkomödie Time Warped aus dem Jahr 1995. Im Independentfilm Love, Lust & Joy (2000) spielte sie eine der größeren Rollen. Eine größere Rolle übernahm sie ebenfalls im Film God Made Man (2000), der 2000 als Bester Spielfilm den Großen Jurypreis des Festivals MicroCineFest gewann. Weitere wesentliche Rolle spielte sie im Abenteuerdrama Playground Girls (2001), das im Jahr 2001 auf dem Showdance Film Festival unter anderen als Bester Film prämiert wurde.
Malkinson heiratete im Jahr 2005 den Schauspieler Christopher Goodman. Sie spielte neben ihm in der Actionkomödie In der Hitze von L.A. (2006) mit Randy Spelling in der Hauptrolle. Außerdem war sie in zahlreichen Werbefilmen zu sehen, die u. a. für McDonald’s und für RWE produziert wurden.

## Filmografie (Auswahl)
- 1995: Time Warped
- 1999: Tumbleweeds
- 2000: Just Sex
- 2000: Love, Lust & Joy
- 2000: God Made Man
- 2001: Wrong Way to Sundance
- 2001: Playground Girls
- 2004–2006: Zeit der Sehnsucht (Days of Our Lives, Fernsehserie)
- 2006: In der Hitze von L.A. (Hot Tamale)